# 10メガビット・イーサネット
10メガビット・イーサネットは、初期イーサネットで10Mbpsの通信速度を持つネットワーク規格の総称。

## 歴史

### 標準化
1983年にIEEE 802.3として最初に標準化されたイーサネットは、最長500mの同軸ケーブルによるバス型トポロジー構成で10Mbps通信を達成したことから10BASE5と名付けられた。
1985年、拡張規格として登場した10BASE2は、安価な細いケーブルに改善されたため "Cheapernet", "Thin Ethernet", "Thinnet" などと呼ばれた。一方で、従来の10BASE5はレトロニムとして"Thick Ethernet", "Thicknet"と呼ばれることになった。また、同軸ケーブルの信号減衰を補うためのリピータも併せて提案された。
追ってツイストペアケーブルを用いてスター型トポロジーを構成する1BASE5が提案され、それを取り込んで10Mbpsを達成した10BASE-Tが1990年に標準化された。
また、接続長の延伸のために光ケーブルでリピータ間を接続するFOIRLが提案され、これを取り込んだ10BASE-Fが1993年に標準化されている。
IEEE 802.3は1998年に拡張規格を統合する改訂が行われており、それまでは「イーサネット」とは厳密には10BASE5のことのみを指していたが、後発の標準化を全て取り込んでいる。

### 普及
10BASE5は民間に普及した初めてのイーサネット規格で、1990年代前半まではイーサネットの主流であった。高いノイズ耐性があるが、同軸ケーブルが太く配線時の取り回しが悪いという欠点があった。後発の拡張規格で引き回しの良い10BASE2, 10BASE-Tが登場すると、徐々にデスクトップパソコンなどの人間の生活環境の周辺はこれらが広く使用されるようになった。依然として、1980年代より存在する工場では制御用回線として10BASE5が用いられている場合があるなど、しばらく10BASE5はLANの基幹線として使用されていた。
同軸ケーブルを引き回してネットワークを作ると信号の減衰による問題が顕著に現れるため、同軸ケーブル用のリピータやブリッジが開発され用いられるようになった。10BASE-Tが標準化された1990年代以降は、リピーターは複数のポートを持つリピータハブへ、ブリッジも複数のポートを持つスイッチングハブへと進化した。
端末とスイッチングハブとのツイストペアケーブルによる接続構成は拡張性が高く、それに伴い接続機器の需要が高まり価格が低下したことで急速に普及した。

## 種別
| 種別                | 名称       | 規格         | ケーブル                    | 距離長  | 別名・用途                                    |
| ------------------- | ---------- | ------------ | --------------------------- | ------- | --------------------------------------------- |
| 同軸ケーブル        | 10BASE5    | 802.3-1983   | イエローケーブル(10mm径50Ω) | 500m    | Thick Ethernet                                |
| 同軸ケーブル        | 10BASE2    | 802.3a-1985  | RG-58 (5mm径50Ω)            | 185m    | Thin Ethernet                                 |
| 同軸ケーブル        | 10BROAD36  | 802.3b-1985  | CATVケーブル (75Ω)          | 3.6km   | CATV接続                                      |
| ツイストペア        | 10BASE-T   | 802.3i-1990  | Cat.3 UTP (2対)             | 100m    | 汎用LAN                                       |
| ツイストペア        | 10BASE-T1S | 802.3cg-2019 | 撚対線1対                   | 15m/25m | シングルペアイーサネット(短距離・1対1/バス型) |
| ツイストペア        | 10BASE-T1L | 802.3cg-2019 | 撚対線1対                   | 1km     | シングルペアイーサネット(長距離・1対1)        |
| 10BASE-F 光ファイバ | 10BASE-FL  | 802.3j-1993  | MMF                         | 2km     | 端末間光接続                                  |
| 10BASE-F 光ファイバ | 10BASE-FB  | 802.3j-1993  | MMF                         | 1km     | ハブ間光接続                                  |
| 10BASE-F 光ファイバ | 10BASE-FP  | 802.3j-1993  | MMF                         | 2km     | 光受動素子接続                                |

物理媒体やネットワークトポロジの違いはあるが、ほとんどの方式で符号化にマンチェスタ符号を用いている。
- ツイストペアケーブルや同軸ケーブルの場合は、電極間の電位差が-1Vから+1Vに変わる事で0を表し、+1Vから-1Vになることで1を表す。
- 光ファイバの場合は、パルスの立ち上がり変動で0を表し、立ち下がり変動で1を表す。

### 10BASE5
1983年にIEEE 802.3として標準化され、2003年9月に廃止された方式。
直径0.375インチ=約9.5mmの、太くて硬い同軸ケーブルを用いる。同軸ケーブルの特性インピーダンスは50Ω。この同軸ケーブルは当初、黄色の被覆が主流だったため、イエローケーブルと呼ばれていた。
ケーブルの最大長は500mと規定されており、規格名称の末尾の"5"はこのケーブル長を意味する。
この同軸ケーブルにタップ(MAU)という分岐装置を取り付けることにより、各装置との間で通信を行う。タップは、同軸ケーブルの心線に針を刺すような形で接続を行う。この線は、牙のような針で噛み込む様子から、ヴァンパイアと俗称されていた。多くの場合、タップとコンピュータとの間にはAUIと呼ばれる信号変換装置が設置された。
ケーブル耐久性が高く、外乱ノイズへの耐性が高いため比較的長く配線できる。一方で、ケーブルが太いため引き回しに難点があったり、分岐タップの取付に手間がかかるなどの欠点がある。
|  |  |  |

### 10BASE2

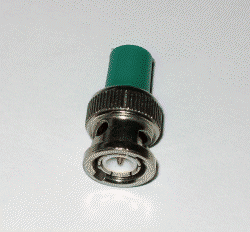
10BASE2のケーブル終端抵抗

1985年にIEEE 802.3aとして標準化され、2011年9月に廃止された方式。
両端にコネクタを取り付けた細い同軸ケーブル（直径5mm）を用いる。これにより従来の10BASE5よりも引き回しや接続を簡便にしている。
ケーブルの最大長は185m（約200m）に短縮されたが、併せてリピータが提案され、これらを介して最大5ケーブル分の925mに延長ができる。
コネクタを使った接続によって取り扱いが容易になったが、端末を接続するための分岐を作るには一旦線の途中のコネクタを切り離してT型の分岐コネクタを取り付けなければならなかったため保守性に欠けた。ネットワーク構成を変える度にネットワークが寸断されるので作業を行なうタイミングに制約があった。ケーブル末端には反射を抑えるターミネータを取り付ける必要があった。
10BASE2と10BASE5は線の損失が違うだけで、電気的特性（インピーダンス50Ω、電圧±1、等）は同じであるため、実際には10BASE2に10BASE5のケーブルを継ぎ足しても通信自体は可能であった。ただし、ジョイント部分で生じる定在波のため、通信が不安定になることがあった。

### 10BROAD36
1985年にIEEE 802.3bとして標準化され、2003年9月に廃止された方式。
双方向CATVを伝送路として使用する。他のイーサネットとは異なりRF信号に変調している。
最大長は3600m。ケーブルはテレビ信号を伝送するのに用いられる75Ω同軸ケーブルを使用する。太さはCATVのシステム設計により決まる。
物理的にはツリー型接続となり、配線の自由度が高いため各機器の接続・切断が容易である。電気信号としては機器間で直接受け渡しするのではなく、CATVの上流端へ全て送られそこに設置した機器により中継される。周波数を違えることにより複数のセグメントをケーブル上に作ることができる。
構成するシステム・装置の複雑さから普及しなかった。

### 10BASE-T

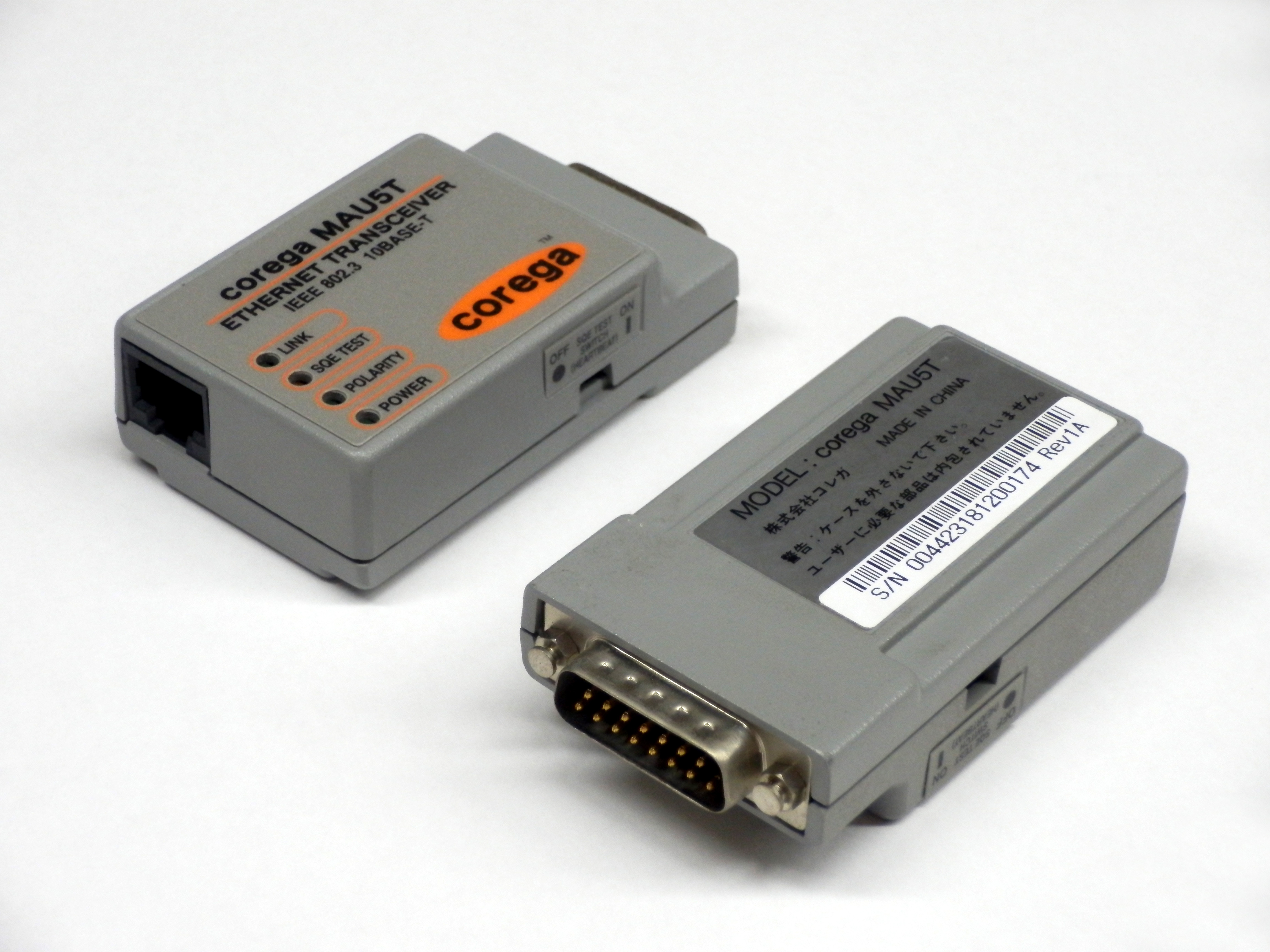
10BASE-T⇔10BASE5 変換コネクタ

1990年にIEEE 802.3iとして標準化された。UTPケーブルを用いて、各末端機器とハブとを配線する。
ケーブル取り回しの簡易さ、ネットワーク拡張性の高さ、機器入手性の高さなどにより最も広く普及したイーサネット規格の1つ。各機器はハブとの間だけで結線が済み、個別に接続を変更できる。レイヤー1処理を行うリピータハブとの接続では半二重通信を、レイヤー2処理を行うスイッチングハブとの接続では全二重通信をサポートする。
UTPケーブルはTIA/EIA-568規格で規定されている。カテゴリ3以上で最長100m。ケーブル両端にあるRJ-45コネクタには8つのピンがあるが、10BASE-Tではこの内2対4線しか使用していない。ピン番号1と2はオレンジの被覆で送信用として、ピン番号3と6は緑の被覆で受信用として用いる。ストレートケーブルでは同じ端子を接続し、クロスケーブルでは一方のコネクタの送信ピンをもう一方のコネクタの受信ピンと互いに接続する。なお、カテゴリ5以上の電気条件を満たせば同じ結線で100BASE-TXでも使用可能である。また、ストレートケーブルの中にはISDN等への転用が可能なように、この他にピン4・5番を青の組で、ピン7・8番を茶色の組で繋いだ製品や、8色の単色線を2本ずつ束ねたものも存在する。
送付データがない状態のときはアイドルモードとして100ナノ秒のパルスを16ミリ秒間隔で繰り返す。このシーケンスはオートネゴシエーションではNLP (normal link pulse)と呼び、後発規格との接続互換性のために使われている。
2010年に標準化されたEEEによる省電力モードにも対応しているが、ケーブルをカテゴリ5以上にするなどの要件変更があり、EEE対応版を指して10BASE-Teと名づけられた。

#### 1BASE5
10BASE-Tの前身で、1986年にIEEE 802.3e（IEEE 802ネットワーク）として標準化され、2003年9月に廃止されたもの。スター型構成を採用した初めてのイーサネット規格で、StarLAN（スター型のLAN）と呼ばれる。ツイストペアケーブル（カテゴリー2）の2対4線を最長250m用いて1Mbpsを達成した。
その後、同様の構成で10Mbpsを達成したベンダ独自の仕様としてAT&T社の "StarLAN-10" やSynOptics社の "LattisNet" がリリースされており、これら技術仕様が10BASE-Tに取り込まれている。

### 10BASE-F
1993年にIEEE 802.3jとして標準化されたもの。媒体にマルチモードファイバー(MMF)ケーブル、信号源に850nm波長のレーザー光を用いる。10BASE-FL, 10BASE-FB, 10BASE-FPの3種類がある。

#### FOIRL (Fiber-optic inter-repeater link)
10BASE-Fの前身で、IEEE 802.3dとして標準化されたもの。リピータハブにFOMAU (Fiber Optic MAU)と呼ばれる光トランシーバを設け、2つのリピータ同士を最大1000mの光ファイバで接続する。10BASE5/2の伝送遅延時間と衝突検出時間を短くして接続距離長を拡大している。リピータによる多段接続で最大5kmの延長接続が可能となった。ベンダ独自実装のものが多く、互換性に困難があった。

#### 10BASE-FL
FOIRLに10BASE-Tの方式を取り入れて機能拡張したもの。ハブを経由することで端末間の接続を可能としている。ノード間距離は最長2000m。FOIRLと互換性があるが、混在する場合は最長1000mに制限される。"L"はリンクを意味する。

#### 10BASE-FB
アクティブ型光カプラによるハブ同士の接続に使われる。端末への接続はサポートしていない。カプラ間は最長2000m。同期処理により伝送遅延が軽減されておりリピータの多段接続が可能となっている。"B"はバックボーンを意味する。2011年9月に廃止。

#### 10BASE-FP
パッシブ型光カプラによるハブを中心としてスター型構成をとるもの。カプラ・ノード間距離は500m、ノード間は1000mとなる。"P"パッシブはカプラで光電変換か不要ということを意味する。FDDI等の高速ネットワークを幹線とし、本ネットワークを支線とした全光の階層型構内ネットワークシステムが構築された。2003年9月に廃止。